# Conirostrum cinereum
A Conirostrum cinereum a madarak osztályának verébalakúak (Passeriformes) rendjébe és a tangarafélék (Thraupidae) családjába tartozó faj.

## Rendszerezése
A fajt Alcide d’Orbigny és Frédéric de Lafresnaye írták le 1838-ban.

## Alfajai
- Conirostrum cinereum cinereum d'Orbigny & Lafresnaye, 1838
- Conirostrum cinereum fraseri P. L. Sclater, 1859
- Conirostrum cinereum littorale von Berlepsch & Stolzmann, 1896[2]

## Előfordulása
Dél-Amerika északnyugati részén, Bolívia, Chile és Peru területén honos. Természetes élőhelyei a szubtrópusi és trópusi síkvidéki és magaslati cserjések, valamint másodlagos erdők és városi régiók. Állandó, nem vonuló faj.

## Megjelenése
Testhossza 13 centiméter.
|  |

## Természetvédelmi helyzete
Az elterjedési területe nagyon nagy, egyedszáma pedig stabil. A Természetvédelmi Világszövetség Vörös listáján nem fenyegetett fajként szerepel.